# Jamaare
|  | Per a altres significats, vegeu «Emirat de Jama'are». |

Jamaare —també Jamaari o Jama'are— és una ciutat de Nigèria a l'estat de Bauchi capital de l'emirat tradicional de Jama'are i d'una LGA (Local Government Area) que té una superfície de 493 km² i una població de 117.883 habitants (2006). La ciutat és a la riba del riu Jamaari, que és un afluent del riu Katagum, i en la intersecció de les carreteres que condueixen a Wudil, Azare i Faggo.